# Фукс Геннадій Григорович
Геннадій Григорович Фукс (нар. 14 вересня 1962, Запоріжжя, Запорізької області) — український політичний та громадський діяч, підприємець. Депутат трьох скликань Запорізької обласної ради та одного скликання Запорізької міської ради. З 2006 до 2011 року обіймав посаду заступника голови Запорізької обласної адміністрації. З грудня 2020 року заступник голови Запорізької обласної ради. Президент «Федерації шахів Запорізької області».

## Освіта
Середню освіту отримав у запорізькій школі № 71, де навчався з 1969 по 1979 рік.
Вищу освіту здобув упродовж 1979—1984 рр. в Запорізькому машинобудівному інституті за спеціальністю «Підйомно-транспортні машини та обладнання», отримавши кваліфікацію інженера-механіка.

## Професійна діяльність
- 1984—1990 рр. — майстер з ремонту кранів, старший інженер обжимного цеху, начальник бюро планування виробництва, головний механік металургійного комбінату «Запоріжсталь»
- 1991—1992 рр. — головний інженер, директор Виробничо-комерційного підприємства «Восток»
- 1992—2006 рр. — президент українсько-американського спільного підприємства «Інтрейд»
- 2006—2011 рр. — заступник голови Запорізької обласної державної адміністрації
- 2011—2020 рр. — директор українсько-американського спільного підприємства «Інтрейд»
- З грудня 2020 по  теперішній час — заступник голови Запорізької обласної ради

## Громадська діяльність
- 2010—2012 рр. — депутат Запорізької обласної ради VI скликання
- 2015—2017 рр. — депутат Запорізької міської ради VII скликання
- 2017—2020 рр. — депутат Запорізької обласної ради VII скликання
- З грудня 2020 р. — депутат Запорізької обласної ради VIII скликання
- З 2015 по 2016 р. був радником Міністерства інфраструктури України.
- З грудня 2020 року — заступник голови Запорізької обласної ради.
- Президент «Федерації шахів Запорізької області».

## Нагороди
Орден Данила Галицького (2009).

## Родина
Одружений. Виховує сина та доньку.